# John Salako
John Akin Salako (* 11. Februar 1969 in Ibadan) ist ein in Nigeria geborener ehemaliger englischer Fußballspieler. Als Linksaußen hatte er seine erfolgreichste Zeit Ende der 1980- bis zur Mitte der 1990er-Jahre bei Crystal Palace. Größter Erfolg war der Einzug ins 1990er Finale des englischen Pokals. Dazu absolvierte er im Jahr 1991 fünf A-Länderspiele für England.

## Sportlicher Werdegang
Salako arbeitete sich durch die Nachwuchsmannschaften des Londoner Klubs Crystal Palace bis in die Profimannschaft. Dabei galt er als schneller linker Flügelspieler zunächst primär als idealer Einwechselspieler und von den ersten rund 100 Einsätzen in den späten 1980er-Jahren war knapp die Hälfte nicht von Beginn an. Beim Aufstieg des Vereins in die höchste englische Spielklasse in der Saison 1988/89 hatte er immerhin 28 von 46 Ligapartien bestritten. Als Crystal Palace in der folgenden Spielzeit im FA Cup das Endspiel erreichte, war Salako in beiden Partien Teil der Startelf in einer Mannschaft, die sich Manchester United erst im Wiederholungsspiel geschlagen geben musste – zu Saisonbeginn war Salako noch an den Drittligisten Swansea City ausgeliehen worden.
In der Spielzeit 1990/91 war Salako auf seinem sportlichen Höhepunkt angelangt. Er galt als einer der leistungsstärksten und beidfüßiger Flügelspieler, schoss in dieser Ligasaison sechs Tore und absolvierte danach am 1. Juni 1991 per Einwechslung sein erstes A-Länderspiel für England gegen Australien anlässlich einer Freundschaftsspielreise nach Australien, Neuseeland und Malaysia. In den drei weiteren Partien dieser Tournee war Salako ebenfalls mit von der Partie, dabei bei den letzten beiden Spielen von Beginn an. Sein fünftes Länderspiel drei Monate später gegen Deutschland (0:1) markierte danach seinen Schlusspunkt für England. Ihm lastete der Ruf an, gegen höherklassigere Gegner an seine Grenzen zu stoßen und der englische Nationaltrainer Graham Taylor setzte in der Folgezeit mehr auf Tony Daley und Andy Sinton als Backup für den verletzungsgeplagten John Barnes.
Er absolvierte insgesamt 273 Pflichtspiele für Crystal Palace, bevor er im Sommer 1995 für eine Ablösesumme von 1,5 Millionen Pfund zum Ligakonkurrenten Coventry City wechselte. Vorausgegangen war der Abstieg der Eagles in die zweite Liga; das Schicksal hatte den Verein bereits zwei Jahre zuvor ereilt, konnte diesen aber durch den direkten Wiederaufstieg als Zweitligameister umgehend korrigieren. Bei seinem neuen Verein in Coventry fand Salako nur zeitweise zu seiner guten Form der frühen 1990er-Jahren zurück. Sporadischen Highlights, die ihm sogar weitere Nominierungen in die Nationalelf einbrachten, standen Spiele gegenüber, in denen Salako abwesend wirkte. Besonders sein deutlicher Formverlust im Frühjahr 1996 sorgte dafür, dass er seinen Stammplatz verlor und nur noch als Not-Linksverteidiger aufgrund von Verletzungssorgen fungierte. Dazu kam ein unglücklicher Zweikampf zu Ostern 1996 mit Steve Harkness, als Salako seinem Gegner das Bein brach. Auch die Saison 1996/97 verlief unglücklich, vor allem als ihn eine alte Rückenverletzung im Januar 1997 ereilt und er nach einem kurzen Comeback mit Knieproblemen die Spielzeit vorzeitig beenden musste. In seinem letzten Vertragsjahr zeichnete sich ein Ende in Coventry ab. Die ihm gebotenen Chancen nutzte Salako nicht nachhaltig und so überraschte es nicht, dass er einen neuen Vertrag zu angepassten Konditionen nicht annahm. Stattdessen wechselte Salako im März 1998 zu den Bolton Wanderers, wo er primär den zu Manchester City gewechselten Jamie Pollock ersetzen sollte. Dort wurde er zwar nur sieben Mal eingewechselte, zeigte jedoch als „Joker“, dass er unverändert einer Offensiv Belebung verschaffen konnte. Nach Ende der Spielzeit 1997/98 wechselte er dann zum aufstrebenden Drittligisten FC Fulham.
Mit Fulham gelang als Drittligameister zwar der Aufstieg in die Zweitklassigkeit, aber Salako hatte mit gerade einmal zehn Ligapartien nur marginal dazu beigetragen. Er wechselte im August 1999 für 250.000 Pfund zum Zweitligisten Charlton Athletic, wo er erneut einen Aufstieg – nunmehr als Zweitligameister – feiern konnte. Hier konnte Salako wieder an früher gezeigte Leistungen anknüpfen, aber im weiteren Verlauf verringerten sich seine Einsatzmöglichkeiten. Es folgte zunächst ein Leihgeschäft im November 2001 mit dem Drittligisten FC Reading, das Ende Januar 2002 in eine dauerhafte Verpflichtung von Seiten des Klubs erfolgte, dem letztlich über die Vizemeisterschaft der Aufstieg in die zweite Liga gelang. Nach einem weiteren Jahr ließ Salako beim Drittligisten FC Brentford die aktive Karriere zum Ende der Saison 2004/05 ausklingen.